# Park Sol-mi
Park Sol-mi (박솔미?, 朴帥眉?, Bak Sol-miLR), pseudonimo di Park Hye-jeong (박혜정?, Bak Hye-jeongLR, Pak Hye-jŏngMR; Iksan, 3 gennaio 1978), è un'attrice sudcoreana.
Dopo una parte minore nella serie televisiva del 1996 Papa, ha fatto il suo debutto formale due anni dopo apparendo in un concorso per nuovi talenti della MBC. Il successo è arrivato nel 2002 grazie ai ruoli da protagonista in Nappeun yeojadeul e Gyeo-ul yeon-ga, mentre nel 2004 ha esordito al cinema in Baram-ui jeonseol di Park Jung-woo. Per il suo secondo film Geungnakdo sar-insageon ha ricevuto una candidatura come Migliore attrice di supporto ai Blue Dragon Film Award 2007.
Nel 2013 ha sposato il collega Han Jae-suk, da cui ha avuto due figlie nel 2014 e nel 2015.

## Filmografia

### Cinema
- Baram-ui jeonseol (바람의 전설?), regia di Park Jung-woo (2004)
- Geungnakdo sar-insageon (극락도 살인사건?), regia di Kim Han-min (2007)
- Handphone (핸드폰?), regia di Kim Han-min (2009)

### Televisione
- Sinsedae bogo - Eoreundeur-eun molla-yo (신세대 보고 - 어른들은 몰라요?) – serial TV (1995)
- Nalmada haengbokhae (날마다 행복해?) – serial TV (1999)
- Sarang-eun amuna hana (사랑은 아무나 하나?) – serie TV (2000)
- Uri jip (우리집?) – serie TV (2001-2002)
- Gyeo-ul yeon-ga (겨울연가?) – serie TV (2002)
- Nappeun yeojadeul (나쁜 여자들?) – serie TV (2002)
- All In (올인?) – serie TV (2003)
- Hwanggeumsagwa (황금사과?) – serie TV (2005-2006)
- Nae yeoja (내 여자?) – serie TV (2008)
- Style (스타일?) – serie TV (2009)
- Geosang Kim Man-deok (거상 김만덕?) – serie TV (2010)
- Chin-aehaneun dangsin-ege (친애하는 당신에게?) – serie TV (2012)
- Dongnebyeonhosa Jo Deul-ho (동네변호사 조들호?) – serie TV (2016)
- Jug-eodo joh-a (죽어도 좋아?) – serie TV (2018)
- Dongnebyeonhosa Jo Deul-ho 2: Joe-wabeol (동네변호사 조들호 2: 죄와벌?) – serie TV (2019)